# David Brodie
David Brodie   (Barrhead, 29 de maig de 1910 - Glasgow, 6 de juny de 1996) va ser un jugador d'hoquei sobre herba escocès que va competir durant la dècada de 1940.
El 1948 va prendre part en els Jocs Olímpics de Londres, on va guanyar la medalla de plata com a membre de l'equip britànic en la competició d'hoquei sobre herba.